# 84 Dywizja Piechoty (III Rzesza)
84 Dywizja Piechoty (niem. 84. Infanterie-Division) – niemiecka dywizja z czasów II wojny światowej, sformowana na mocy rozkazu z 2 lutego 1944, w 25. fali mobilizacyjnej w rejonie Dieppe przez VI Okręg Wojskowy.

## Struktura organizacyjna
- Struktura organizacyjna w lutym 1944:

1051. i 1052. pułk grenadierów, 184. pułk artylerii, 184. kompania przeciwpancerna, 184. oddział łączności, 184. polowy batalion zapasowy;
- Struktura organizacyjna w kwietniu 1944:

1051. i 1052. pułk grenadierów, 184. pułk artylerii, 184. oddział przeciwpancerny, 184. oddział łączności, 184. polowy batalion zapasowy;
- Struktura organizacyjna w czerwcu 1944:

1051. i 1052. pułk grenadierów, 184. pułk artylerii, 84. dywizyjny batalion fizylierów, 184. oddział przeciwpancerny, 184. oddział łączności, 184. polowy batalion zapasowy;
- Struktura organizacyjna w październiku 1944:

1051., 1052. i 1062. pułk grenadierów, 184. pułk artylerii, 184. batalion pionierów, 84. dywizyjny batalion fizylierów, 184. kompania przeciwpancerna, 184. oddział łączności, 184. polowy batalion zapasowy;
- Struktura organizacyjna w kwietniu 1945:

184. pułk artylerii, 184. oddział łączności;

## Dowódcy dywizji
- Generalleutnant Erwin Menny 10 I 1944 – 21 VIII 1944;
- Generalmajor Heinz Fiebig 26 IX 1944 – V 1945;
- Oberst Siegfried Koßack V 1945 – V 1945;